# 다섯 번째 흉추
《다섯 번째 흉추》는 2023년에 개봉한 대한민국의 영화이다.

## 캐스팅
- 문혜인 : 결 역
- 함석영 : 윤 역
- 온정연 : 율 역
- 정수민 : 준 역
- 김예나
- 홍승기
- 박지현
- 전고운
- 우문기
- 임대형